# Эльжбета Рыкса
Эльжбета Рыкса (пол. Ryksa Elżbieta; 1 сентября 1286 или 1 сентября 1286, Познань — 18 октября 1335 или 18 октября 1335, Брно, Земли Чешской короны или Градец-Кралове) — королева-консорт Чехии, жена чешского короля Вацлава II, затем Рудольфа I Габсбургского, занявшего чешский престол после смерти Вацлава III; дочь польского короля Пшемысла II и его второй жены Рыксы Шведской. Её имя от рождения было Рыкса, имя Эльжбета она приняла после первого замужества.

## Жизнь
Её отец, коронованный король Польши, был убит в 1296 году, когда она была ещё младенцем. Других детей, кроме неё, у короля не было. Таким образом Эльжбета стала важным участником вопроса о польском троне. Ещё в детстве она была обещана в жены Отто, сыну маркграфа Бранденбурга, однако он умер ещё в детском возрасте.

### Первое замужество
В 1300 году Елизавета выходит замуж за овдовевшего короля Чехии Вацлава II, желавшего получить Польшу (он захватил Краков ещё при жизни отца Рыксы). Из-за юного возраста свадьба была отложена до 26 мая 1303 года, когда она прибыла в Прагу и была коронована как королева Чехии и Польши под именем Эльжбеты. 21 июня 1305 года её муж Вацлав II умер от туберкулёза. С август по октябрь Елизавета была регентом, пока её пасынок Вацлав III не занял трон, но он был убит в 1306 году в Оломоуце. Польский трон заняли куявские князья династии Пястов.
У Эльжбеты от этого брака был только один ребенок, дочь Анежка, которая родилась за несколько дней до смерти Вацлава II, 15 июня 1305 года.
Агнесса вышла замуж за силезского князя Генриха Яворского, но они не имели детей. Её первая беременность закончилась выкидышем, после того как она устроила скачки на лошади.

### Второе замужество
Повторно Елизавета вышла замуж 16 октября 1306 года за Рудольфа I Габсбурга, сына Альбрехта I (короля германского и римского). Рудольф был избран королём Чехии, и Эльжбета осталась королевой. Но только на короткое время — 4 июля 1307 года Рудольф умер от дизентерии во время военной кампании против восставшей части чешского дворянства. По своей воле Альбрехт обеспечил её земельными владениями и крупной суммой денег.

### Вдова
После смерти мужа Эльжбета переселилась в отданный ей Градец-Кралове. Замуж она не выходила, но жила с моравским гетманом Йиндржихом из Липы. Они переехали в Брно, где она прожила десять лет до своей смерти в 1335 году. Похоронена в Брно в монастырском храме Вознесения Девы Марии, рядом с Йиндржихом из Липы.